# Marguerite Crissay
Marguerite Crissay, aussi appelée Marguerite Crissey, née Marie Marguerite Prud'homme le 21 juillet 1873 à Mirecourt et morte le 21 juin 1945 dans le 14e arrondissement de Paris, est une peintre française.

## Biographie

### Jeunesse et identité
Marie Marguerite Prud'homme naît en 1873 à Mirecourt, de Marie Eugène Prud'homme, contrôleur des contributions directes, et Marie Louise Sophie Léonie Arnould.
En 1892, installée avec ses parents à Lons-le Saunier, elle devient Marguerite Guépet en épousant Louis Marcel Guépet, juge au tribunal de la ville.
Dans ses mémoires parus en 1938, la poétesse Lucie Delarue-Mardrus raconte sa rencontre, à Honfleur en 1907 avec la jeune artiste, « la jolie Marguerite Guépet (devenue Crissay) », dont le ministre Georges Trouillot, qui l'accompagne, « voyait, tout ému, poindre le talent de peintre ». Au milieu des années 1910, Marguerite Guépet adopte le nom d'artiste Marguerite Crissey,, Crissey étant le nom de la commune de Saône-et-Loire où est né son mari. Vers 1920, son pseudonyme devient Marguerite Crissay.

### Carrière
Elle expose dans les années 1920-1930 au Salon d'automne dont elle est sociétaire, ainsi qu'au Salon des indépendants, au Salon des Tuileries et dans de nombreuses galeries dont Bernheim-jeune.
Elle a participé aux expositions de groupe organisées par la Société des Femmes Artistes Modernes (FAM), créée en 1931 par Marie-Anne Camax-Zoegger. Elle est présente sur la liste des artistes de l'exposition de 1935 à la Galerie Bernheim-Jeune.
Elle meurt le 21 juin 1945 et est inhumée au cimetière de Vaugirard (8e division),. Sa mort est annoncée dans la presse le 2 août 1945.